# 688 Attack Sub
688 Attack Sub (přeloženo do češtiny Útočná ponorka 688) je počítačová hra typu ponorkový simulátor vývojářské dvojice John W. Ratcliff a Paul Grace, kterou vydala společnost Electronic Arts v roce 1989 pro MS-DOS (a posléze i pro Amigu). Ovládala se klávesnicí a myší. Byla k dispozici na 5¼" nebo 3½" disketách. Jde o jednu z prvních her, která umožňovala hru dvou hráčů s využitím modemu (multiplayer fungoval u 6 misí z celkových 16). Operační systém MS-DOS vyžadoval hardware PC XT nebo vyšší.

## Popis
Hráč (v pozici kapitána) ovládal moderní americkou útočnou jadernou ponorku USS Los Angeles (SSN-688) třídy Los Angeles (v jednom případě i USS Dallas (SSN-700) ze stejné třídy) nebo (v případě volby opačné mise) sovětskou útočnou jadernou ponorku projektu 705 (v kódu NATO Alfa). Celkem bylo ve hře 10 scénárií, které obsahovaly většinou dvojici misí (jednu za USA, druhou za SSSR - s výjimkou cvičného scénária TORPEX  '89, kde byly obě za USA). Celkově bylo všech misí 16. Jednotlivé mise začínají v průběhu studené války a postupně nabírají obrátky a vrcholí v globálním konfliktu. Americká ponorka měla vyspělejší elektronické vybavení a více zbraní (dle mise byly k dispozici torpéda Mk 48, střely UGM-109 Tomahawk, UGM-84 Harpoon a UUM-125 Sea Lance), sovětská byla vybavena pouze torpédy typ 53, ale byla rychlejší. Ke zrychlení hry (k větší dynamice) byl dosah torpéd snížen na 10 km. Ve hře je také možné zrychlovat herní čas.
Pokud si hráč zvolil sovětskou misi, komunikace probíhala v pseudo-azbuce (například informace ЗSTAЪLISЖIИБ SATЗLLITЗ ЦРLІИК znamenala ESTABLISHING SATELLITE UPLINK, česky: navazuji satelitní spojení). Písmena azbuky tedy neodpovídala skutečnosti, byla použita pro potřeby anglického textu a hráč si na to musel zvyknout. Zde je seznam jednotlivých písmen:

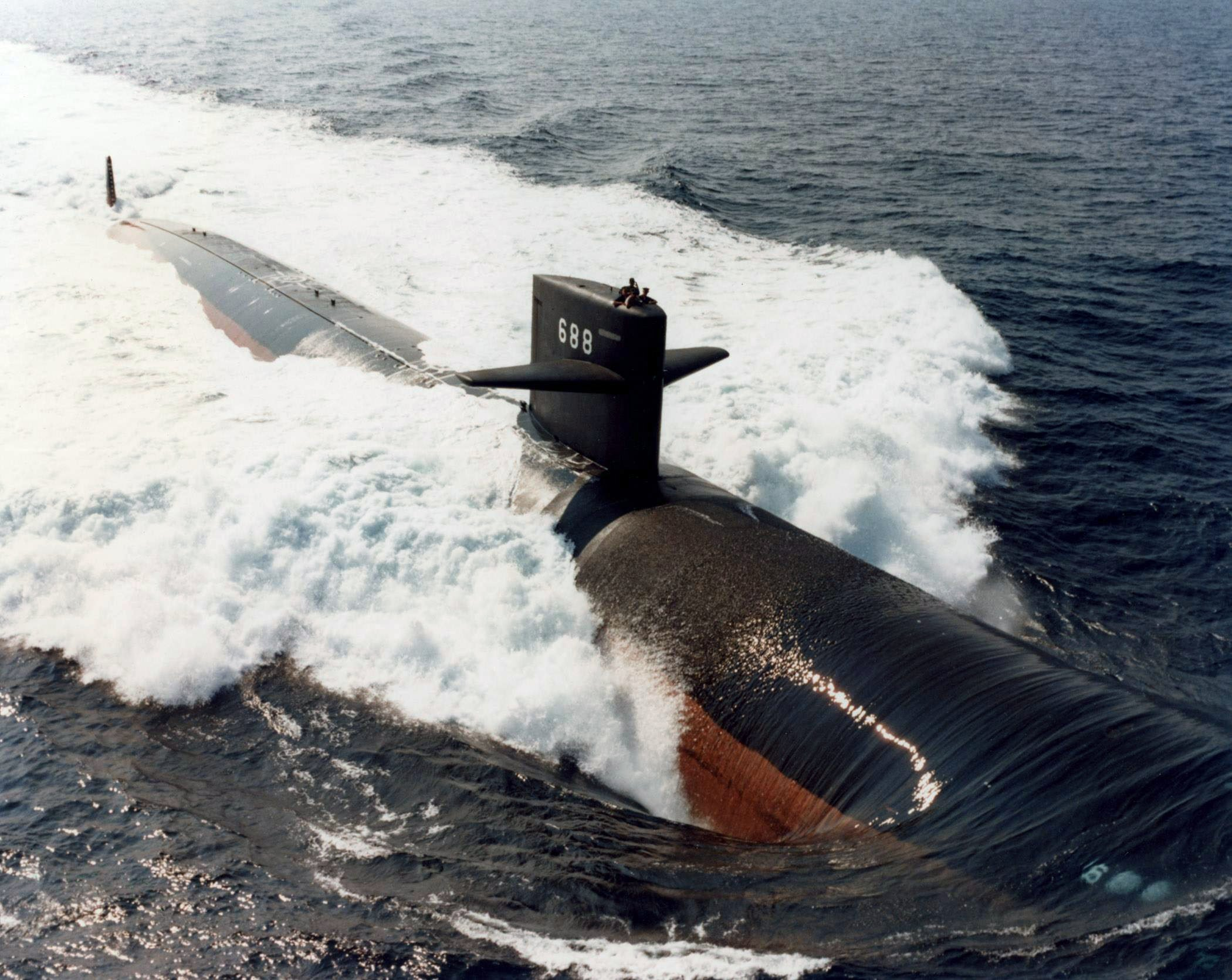
Americká jaderná ponorka USS Los Angeles (SSN-688)

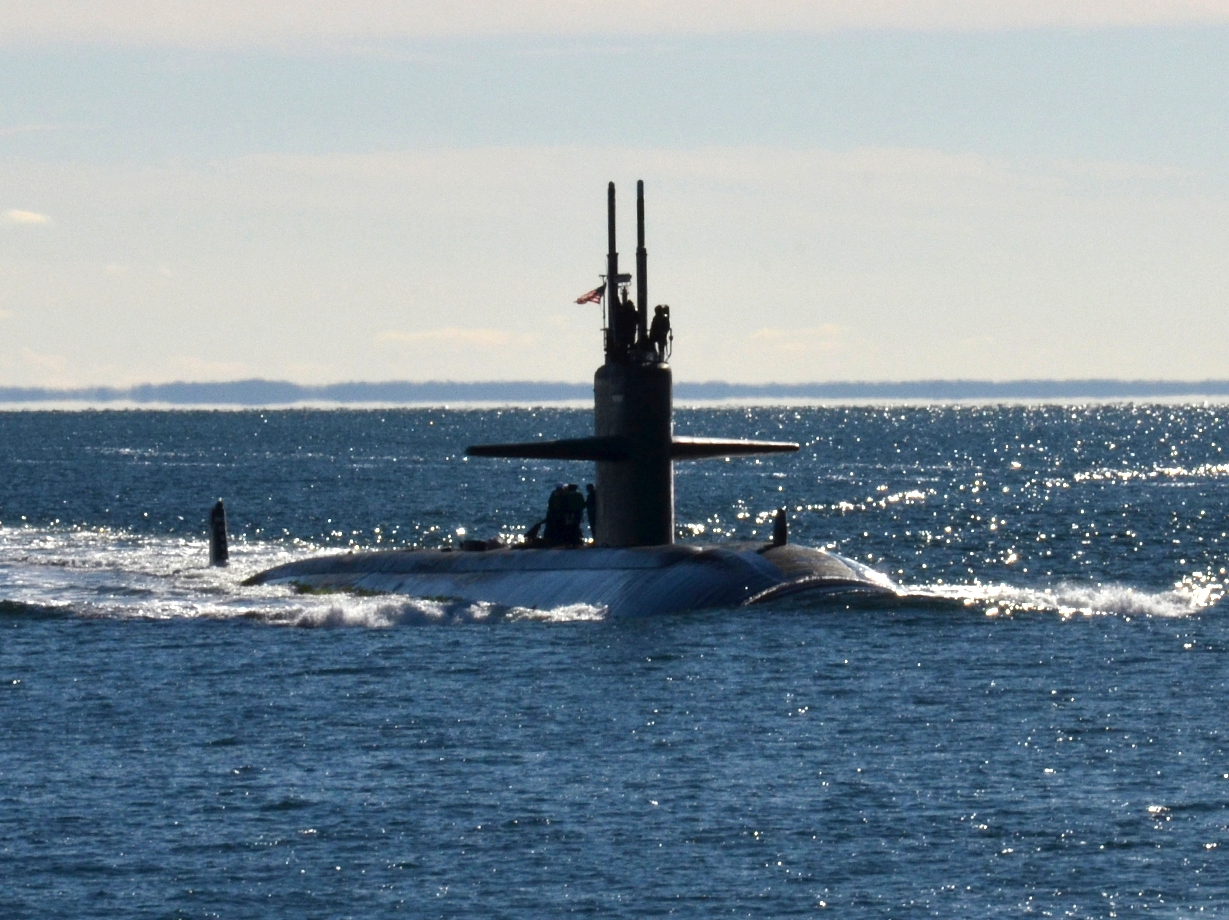
Americká jaderná ponorka USS Dallas (SSN-700)

| Písmeno v azbuce | Výslovnost | Záměna ve hře za |
| ---------------- | ---------- | ---------------- |
| Я                | Ja         | R                |
| Ж                | Ž          | H                |
| З                | Z          | E                |
| Б                | B          | G                |
| И                | I          | N                |
| Ц                | C          | U                |
| Ч                | Č          | Y                |
| Ъ                | tvrdý znak | B                |
| Ф                | F          | O                |
| щ                | Šč         | W                |

## Scénária / mise
- TORPEX '89
  - 688 Los Angeles - během tohoto cvičení musí hráč do 15 minut potopit minimálně 3 vyřazené torpédoborce třídy Forrest Sherman, přičemž nesmí být odhalen (např. vrtulníky US Navy).
  - 700 Dallas - jde o souboj mezi ponorkou 688 a 700, kdo potopí více lodí. Jako kapitán Dallasu musí hráč potopit 3 z 5 torpédoborců třídy Forrest Sherman a tím si zajistit vítězství v tomto cvičení.
- Shake ’em
  - 688 Los Angeles - 688 je sledována sovětskou ponorkou. Cílem je setřást ji po dobu minimálně 3 minut z 20minutového limitu (tzn. sovětská ponorka nesmí zachytit kontakt).
  - Alfa - v opačné misi musí sovětská ponorka stále sledovat 688 (tzn. nesmí ztratit kontakt na delší dobu než tři minuty).
- Sub Ops
  - Alfa - v této misi výlučně pro sovětskou ponorku jde o odhánění protivníkovy ponorky z blízkosti vlastního přístavu.
- Mumar Cadaver
  - 688 Los Angeles - výlučně americká mise. Jako odvetu za teroristický útok nad Lockerbie je 688 nařízeno potopit čtyři libyjské tankery, které jsou doprovázeny válečnými loděmi v blízkosti Gibraltarského průlivu. Ve Středozemním moři je velký námořní provoz, nesmí dojít k potopení jiného než libyjského plavidla. Název mise je narážkou na tehdejšího libyjského vůdce Muammara Kaddáfího.
- Escape
  - 688 Los Angeles - po několikaměsíční misi ve Středozemním moři je 688 konečně přikázán návrat domů. Cílem je setřást slídící sovětskou ponorku (tzn. při vplutí do Atlantiku nesmí mít sovětská loď kontakt).
  - Alfa - rozvědka zjistila, že americká ponorka 688 opouští přístav v Itálii a očekává se její odplutí ze Středozemního moře. Hráč nesmí americkou ponorku ztratit.
- Goulash
  - 688 Los Angeles - Jugoslávie provedla reformy a zvolila si kapitalistický model. Zároveň požádala NATO o pomoc. Sověti a země Varšavské smlouvy provádějí invazi a snaží se zavést námořní blokádu. Cílem 688 je doprovodit 6 nákladních lodí z Itálie do Jugoslávie. Sovětské válečné lodi je možno odlákat od konvoje nebo na ně zaútočit.
- Cat Walk
  - 688 Los Angeles - po jugoslávské krizi začala v Evropě válka, která se rozrostla do globálního rozměru. 688 je vyslána do sektoru severně od Japonska, kudy vede trasa sovětských ponorek a má potopit sovětskou jadernou ponorku se SLBM na palubě (její vyplutí z Vladivostoku bylo zachyceno rozvědkou). Tato ponorka bude s největší pravděpodobností doprovázena útočnou ponorkou, která jí má poskytovat ochranu (je tudíž rovněž regulérním cílem).
  - Alfa - v opačné misi v této oblasti je cílem sovětské stíhací ponorky ochránit za každou cenu sovětskou raketonosnou ponorku před útokem nepřítele.
- Surprise Party
  - 688 Los Angeles - cílem je udržet převahu v Norském moři, které je klíčovou oblastí pro obě strany. Představuje totiž jediný přístup sovětského Severního loďstva do Atlantiku, čemuž chce NATO zabránit.
  - Alfa - sovětským cílem je patrolovat a napadnout jakékoli nepřátelské plavidlo v oblasti. Může se jednat i o bojové svazy.
- Homecoming
  - 688 Los Angeles - je třeba udržet námořní trasy v Atlantiku volné. 688 doprovází konvoj lodí do Francie a musí jej ochránit.
  - Alfa - dodávky zbraní do Evropy přes moře je potřeba narušovat. Sovětská ponorka třídy Alfa ve spolupráci s nosičem střel s plochou dráhou letu (ponorka třídy Oscar) čeká na přepad konvoje NATO.
- Hit and Run
  - 688 Los Angeles - úkolem je zničit vnitrozemské cíle na území SSSR. Je třeba odpálit 4 křižující střely BGM-109 Tomahawk a poté zmizet z Baltského moře.

## Hodnocení
Zde je uvedeno hodnocení hry některými počítačovými časopisy a periodiky:
| Časopis         | Číslo, datum vydání       | Recenzent                 | Hodnocení |
| --------------- | ------------------------- | ------------------------- | --------- |
| Amiga Action    | č. 9, červen 1990         | Doug Johns Alex Simmons   | 58%       |
| Amiga Computing | roč. 3, č. 1, červen 1990 | John Kennedy              | 82%       |
| Amiga Force     | č. 8, srpen 1993          | Ian Osborne Miles Guttery | 83%       |
| Amiga Format    | č. 10, květen 1990        | Andy Smith                | 86%       |
| Datormagazin    | č. 9, květen 1990         | Pia Wester                | 8/10      |
| CU Amiga        | duben 1990                | Tony Dillon               | 86%       |

## Související hry
Na ponorkový simulátor 688 Attack Sub navazovalo několik dalších her:
- SSN-21 Seawolf (1994)
- Jane’s 688(i) Hunter/Killer (1997)
- Sub Command (2000)
- Dangerous Waters (2004)